# Sibu
Sibu – miasto w Malezji, na Borneo, w stanie Sarawak, port w delcie rzeki Rajang. Około 228,7 tys. mieszkańców.

## Miasta partnerskie
- Sitiawan, Malezja
- Bintulu, Malezja
- Miri, Malezja
- Fuzhou, Chińska Republika Ludowa
- Gutian, Chińska Republika Ludowa
- Min Chiang, Chińska Republika Ludowa
- Ma Zhu, Republika Chińska
- Sydney, Australia
- Singkawang, Indonezja